# Шперлинг, Александр Альфредович
Александр Альфредович Шперлинг (1894 — 1920, близ села Бурчатское, Таврическая губерния) — участник Белого движения на Юге России, полковник Марковской артиллерийской бригады.

## Биография
Лютеранского вероисповедания. Сын военного врача, действительного статского советника Альфреда Михайловича Шперлинга (1856—1917).
В 1913 году окончил 1-й Московский кадетский корпус и поступил в Михайловское артиллерийское училище, по окончании ускоренного курса которого 1 декабря 1914 года произведён был в подпоручики с зачислением по полевой лёгкой артиллерии. В Первую мировую войну состоял в 24-й артиллерийской бригаде. Произведен в поручики 27 февраля 1916 года, в штабс-капитаны — 11 марта 1917 года. Приказом по 8-й армии от 2 сентября 1917 года награждён Георгиевским оружием.
С началом Гражданской войны вступил в Добровольческую армию, был зачислен в Юнкерскую батарею, со взводом которой участвовал в рейде Чернецовского отряда. Участвовал в 1-м Кубанском походе в должности командира 1-го («похоронного») орудия в составе 1-й офицерской батареи, а затем 1-го лёгкого артиллерийского дивизиона. В Вооруженных силах Юга России продолжал командовать 1-м орудием в составе 1-й офицерской батареи. С 24 апреля 1919 года назначен был командиром 1-й генерала Маркова батареи 1-й (затем Марковской) артиллерийской бригады. Был произведён в капитаны, а 26 марта 1920 года — в полковники. Убит 6 августа 1920 года в бою у разъезда Чакрак под селом Бурчатском Таврической губернии. Был похоронен на военном кладбище в Симферополе при большом стечении старых добровольцев. Посмертно награждён орденом Св. Николая Чудотворца.

## Награды
- Орден Святой Анны 4-й ст. с надписью «за храбрость» (ВП 18.08.1916)
- Орден Святого Станислава 3-й ст. с мечами и бантом (ВП 7.09.1916)
- Орден Святого Станислава 2-й ст. с мечами (ВП 1.02.1917)
- Орден Святой Анны 3-й ст. с мечами и бантом (ПАФ 4.02.1917)
- Орден Святого Владимира 4-й ст. с мечами и бантом (Приказ Главнокомандующего армиями Северного фронта, 30 августа 1917 года, № 666)
- Георгиевское оружие (Приказ по 8-й армии от 2 сентября 1917 года, № 2855)
- Орден Святителя Николая Чудотворца (Приказ Главнокомандующего № 500, 31 октября 1921)